# Pierre Deligne

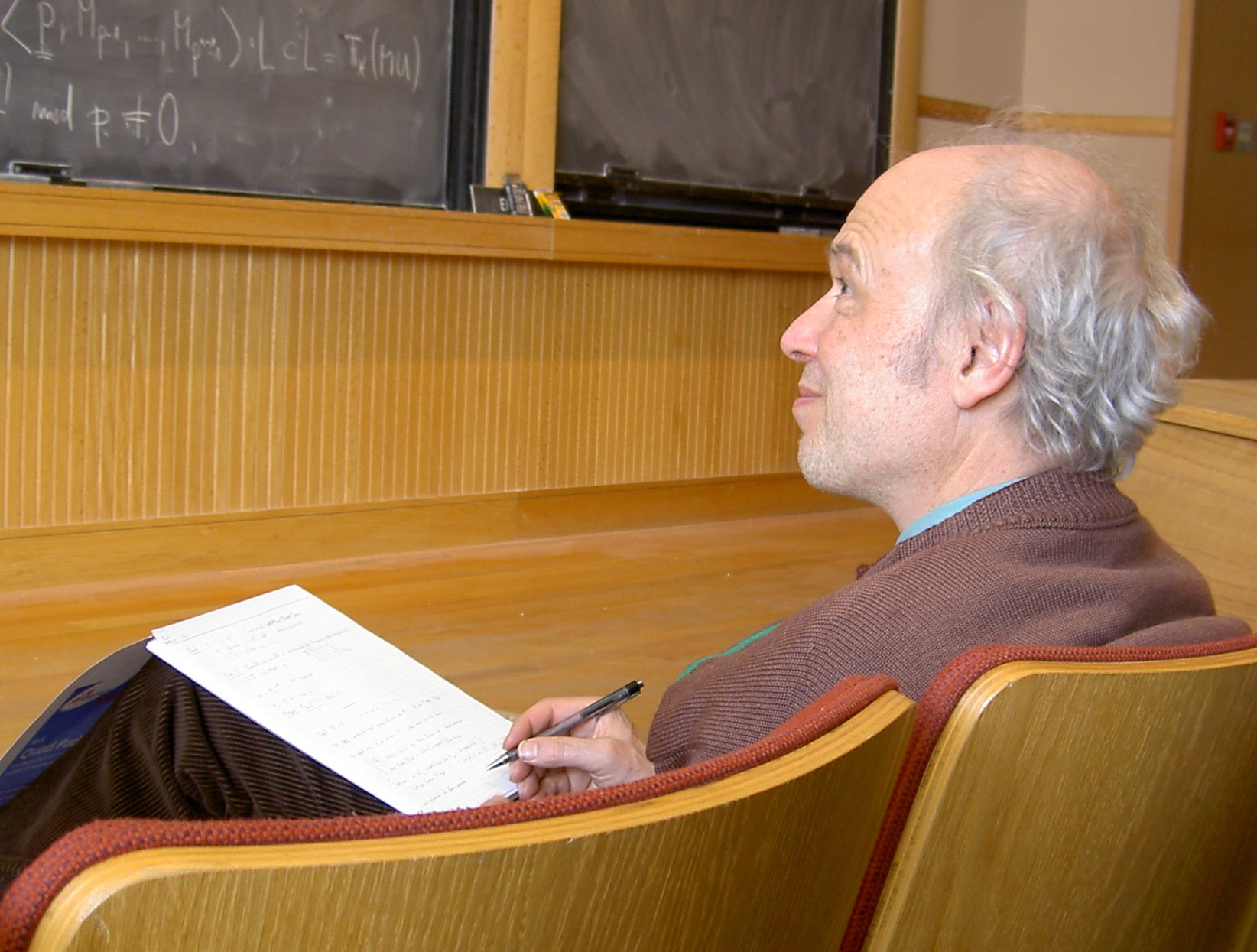
Pierre Deligne in maart 2005

Pierre René burggraaf Deligne (Brussel, 3 oktober 1944) is een Belgische wiskundige. 
Van 1970 tot 1984 was hij verbonden aan het Institut des Hautes Études Scientifiques in Parijs, waar hij al tijdens zijn studietijd nauw had samengewerkt met onder anderen Alexander Grothendieck en Jean-Pierre Serre. Vanaf 1984 tot zijn emeritaat werkte hij aan het Institute for Advanced Study in Princeton. Zijn onderzoek beslaat onder meer modulaire vormen, Hodge-theorie, K-theorie en algebraïsche groepen. Hij is zowel laureaat van de Abelprijs (2013), de Wolf-prijs (2008) als de Fields-medaille (1978), wat hem samen met John Milnor, Jean-Pierre Serre en John G. Thompson tot een van de slechts vier wiskundigen maakt, die al deze drie prijzen hebben gekregen.

## Opleiding en studie
Deligne werd geboren in Etterbeek, waar hij het Athénée Adolphe Max bezocht. Reeds als zestienjarige middelbare scholier (een wiskundeleraar had hem toen hij 14 was al de verzamelingenleer van Nicolas Bourbaki te lezen gegeven) volgde hij wiskundecolleges aan de Université Libre de Bruxelles bij onder anderen Jacques Tits. Na zijn eindexamen studeerde hij wiskunde aan de Université Libre de Bruxelles, maar een groot deel van zijn vier jaar durende studie bracht hij door in Parijs, waar hij het advies van Jacques Tits opvolgde en aan het Institut des Hautes Études Scientifiques (IHES) deelnam aan door Alexander Grothendieck georganiseerde seminars en aan het Collège de France colleges van Jean-Pierre Serre bezocht. Voor zijn examens keerde hij steeds naar Brussel terug. Na zijn afstuderen was hij tijdens zijn militaire dienstplicht in de buurt van Bonn gestationeerd, waar hij ook de Mathematische Arbeitstagung bezocht. Verder was hij tijdens zijn diensttijd niet in staat om veel aan wiskunde te doen. Na zijn dienstplicht keerde hij terug naar de IHES, waar hij op verzoek van Grothendieck de seminars van de afgelopen jaren verder uitwerkte. In 1968 promoveerde hij in Brussel bij Grothendieck op een proefschrift met de titel, Théorème de Lefschetz et critères de dégénérescence de suites spectrales. In 1972 behaalde hij het equivalent van een doctoraat (het Doctorat d’Etat) ook aan de Universiteit Parijs-Zuid.

## Werk
In eerste instantie werkte hij binnen de schematheorie aan de veralgemening van de hoofdstelling van Zariski. In 1968 werkte hij ook samen met Jean-Pierre Serre; hun werk leidde tot belangrijke resultaten over de l-adische representaties die verbonden zijn aan modulaire vormen, en de vermoedelijke functionaalvergelijkingen van L-functies. Deligne richtte zich ook op onderwerpen uit de Hodge-theorie. Hij introduceerde gewichten en testte deze op objecten uit de complexe meetkunde. Hij werkte ook, samen met David Mumford aan een nieuwe beschrijving van moduliruimten voor krommen. Dit werk werd later gezien als een introductie tot een bepaalde vorm van de theorie van algebraïsche stacks, en is recentelijk toegepast op vragen die voortvloeien uit de snaartheorie. Wellicht de bekendste bijdrage van Deligne was zijn bewijs van de derde en laatste van de vermoedens van Weil. Dit bewijs completeerde een programma dat was geïnitieerd en grotendeels werd ontwikkeld door Alexander Grothendieck. Als een corollarium bewees hij de gevierde stelling van Ramanujan-Petersson over  modulaire vormen voor gewichten groter dan één; het bewijs voor een gewicht gelijk aan één bewees hij al eerder in zijn werk met Serre. Delignes artikel (1974) bevat het eerste bewijs van de vermoedens van Weil. Delignes bijdrage was de schatting van de eigenwaarden van Frobenius, wat als het meetkundige analogon van de Riemann-hypothese wordt beschouwd.
Van 1970 tot 1984 was Deligne verbonden aan het IHES. Daarna stapte hij over naar het Institute for Advanced Study. In zijn tijd aan het IHES heeft hij ook veel belangrijk werk verricht buiten zijn primaire vakgebied van de algebraïsche meetkunde. In gezamenlijke werk met George Lusztig paste Deligne de étale cohomologie toe om representaties van  eindige groepen van het Lie-type te construeren; met Michael Rapoport werkte Deligne aan moduliruimten vanuit het 'fijne' rekenkundige oogpunt, met toepassing op de modulaire vormen. 
In termen van de voltooiing van een aantal onderdelen van het onderliggende Grothendieck-onderzoeksprogramma, definieerde hij absolute Hodge-cycli, als een surrogaat voor de ontbrekende en nog grotendeels vermoedelijke theorie van motieven. Dit idee maakte het voor sommige toepassingen mogelijk om het gebrek aan kennis over het vermoeden van Hodge te omzeilen. Hij herwerkte de Tannakian-categorie in zijn artikel voor het Grothendieck Festschrift, waarbij de stelling van Beck gebruikte - het Tannakian-categorie-concept is de categorische uitdrukking van de lineariteit van de theorie van de motieven als de ultieme Weil-cohomologie. Dit alles maakt deel uit van de '’yoga van gewichten’’ en verenigt de Hodge-theorie en de L-adische Galois-representaties. De Shimura-variëteit-theorie is hieraan gerelateerd, door het idee dat dergelijke variëteiten niet alleen goede (dat wil zeggen rekenkundig interessante) families van Hodge-structuren, maar werkelijke motieven zouden moeten parametriseren. Deze theorie is echter nog geen eindproduct – en meer recente trends maken gebruik van de K-theorie.
Deligne heeft een bijdrage geleverd aan Hilbert's 21ste probleem, dat handelt over lineaire differentiaalvergelijkingen. Dit probleem staat ook bekend als het Riemann–Hilbert probleem en heeft geleid tot zogenaamde Riemann–Hilbert correspondenties.

## Prijzen en onderscheidingen
Delignes werk werd in 1978 bekroond met de Fields-medaille. voor:
"Gaf een oplossing voor de drie vermoedens van Weil over veralgemeningen van de Riemann-hypothese tot eindige velden. Zijn werk deed veel om algebraïsche meetkunde en algebraïsche getaltheorie één te maken."
In 2006 werd hij burggraaf en in 2008 kreeg hij de Wolfprijs voor wiskunde (laatste tezamen met Phillip Griffiths en David Mumford)
"voor zijn werk over gemengde Hodge-theorie; de vermoedens van Weil; de Riemann-Hilbert-overeenstemming; en voor zijn bijdragen over de getallenleer."
In 1988 ontving hij samen met Alexander Grothendieck de Crafoordprijs voor hun fundamentele bijdrage aan de analytische meetkunde. Grothendieck weigerde de prijs.
Op 20 maart 2013 kreeg hij de Abelprijs voor wiskunde. Deligne kreeg de prijs voor zijn "oorspronkelijke bijdrage tot de algebraïsche meetkunde en zijn impact op de getaltheorie, de representatietheorie en verwante gebieden". Hij slaagde er meer bepaald in om verbanden te leggen tussen deze mathematische domeinen door een wiskundig onderbouwd model te ontwerpen.
- Bibsys: 90239584
- Bibliothèque nationale de France: cb12285010z (data)
- Catàleg d'autoritats de noms i títols de Catalunya: 981058507681006706
- CiNii: DA00537626
- Gemeinsame Normdatei: 10785533X
- International Standard Name Identifier: 0000 0001 1476 4341
- Library of Congress Control Number: n82119174
- Mathematics Genealogy Project: 61289
- Nationale Bibliotheek van Tsjechië: stk2008461379
- Nationale Bibliotheek van Israël: 987007442442705171
- Nederlandse Thesaurus van Auteursnamen: 068177356
- Réseau des bibliothèques de Suisse occidentale: 02-A003166631
- LIBRIS: 183637
- Système universitaire de documentation: 073756571
- Trove: 807176
- Virtual International Authority File: 85222245
- WorldCat: E39PBJxRCyq88h43qcwXkxXPQq